# Torbjörn Blomdahl
Torbjörn Blomdahl, född 26 oktober 1962 i Göteborg, är en svensk professionell biljardspelare, framför allt inom grenen carambole. Han är sjufaldig världsmästare i Trevallars Carambole genom att vinna titlar 1987, 1988, 1991, 1992, 1997, 2015 och 2019. Till detta ska läggas tio EM-guld, 28 SM-guld och nio lag-SM-guld.. Fram till juni 2019 har Blomdahl vunnit 44 världscuptitlar och elva totalsegrar. Blomdahl är en av de största trevallars-spelarna genom tiderna, och har tillhört världseliten i över 30 år.

## Biografi
Blomdahl kom till Helsingborg som tioåring med sin far, den meriterade storspelaren Lennart Blomdahl, och är en drivande kraft i biljardklubben Borgen på Söder i Helsingborg. Det var i Helsingborgsklubben som Blomdahl med faderns hjälp lärde sig spelet och reglerna för Trevallars Carambole.

### Genombrott
Det internationella genombrottet kom vid EM i Köpenhamn 1984. Efter en rad segrar mot världens främsta spelare har Blomdahl därefter flera gånger rankats världsetta, senast i november 2016.

### Tyskland
År 1994 flyttade Blomdahl till tyska Backnang, en liten stad i närheten av Stuttgart, och gifte sig med Beate, som han träffade första gången på German Open 1988 i samma stad. Blomdahl fick två barn födda 1996 och 2001.

### Språkkunskaper
Blomdahl har goda språkkunskaper och pratar svenska, tyska, engelska och nederländska flytande. Hans ordförråd är också gott på danska, franska, italienska och spanska samt klarar grundläggande kommunikation på turkiska, japanska och koreanska.

## Meriter och rekord
- Bästa parti (år 2000): 50 poäng i 9 ingångar (5,555 ED/Single average)
Rekordet stod sig i 11 år.
- Högsta serie: 24 (Rekordet är 28.)
- Första spelaren med årligt totalgenomsnitt över 2,000 år 1998.
Upprepade samma bravad år 2003.[9]
- Bästa totalgenomsnitt/general average/GD (år 2013): 2,739
(Då nytt världsrekord i Korinth, Grekland.)[10][11]
- Enda spelaren som har vunnit tre världscupstävlingar i följd.
(Istanbul i dec 2006, Sluiskil i jan 2007 och Manisa i mars 2007.)
- Årets spelare: 2001, 2007, 2015[12]
- Sveriges 83:e bästa idrottare av 150 genom tiderna. (DN år 2014)[13]